# Sphaerobunus pictus
Sphaerobunus pictus is een hooiwagen uit de familie Gonyleptidae.